# Ornithogalum chetikianum
Ornithogalum chetikianum là một loài thực vật có hoa trong họ Măng tây. Loài này được Uysal, Ertugrul & Dural mô tả khoa học đầu tiên năm 2005.